# Lillie Charlotte
Lillie Charlotte es un EP de la banda japonesa LAREINE, lanzado el 1 de octubre de 1998.
Alcanzó el número # 70 en el ranking del Oricon Albums Weekly Chart.

## Lista de canciones
| Scream (CD) |                                              |          |  |
| N.º         | Título                                       | Duración |  |
| 1.          | «Hakuchou»                                   | 1:18     |  |
| 2.          | «Hakumei ~chiri yuku yuri wo mitsumenagara~» | 4:53     |  |
| 3.          | «Bara wa Utsukushiku Chiru»                  | 3:31     |  |
| 4.          | «LILLIE CHARLOTTE»                           | 6:24     |  |
| 5.          | «Tsusou»                                     | 1:22     |  |